# Guido Ugolotti
Guido Ugolotti (Massa, 28 agosto 1958) è un dirigente sportivo, allenatore di calcio ed ex calciatore italiano, di ruolo attaccante.

## Carriera

### Giocatore

Ugolotti al Campobasso nel 1984

Prelevato in giovane età dalla Roma dalla compagine spezzina della Migliarinese, compie con i giallorossi la trafila delle giovanili per poi esordire in prima squadra nella stagione 1977-1978, mettendosi subito in luce realizzando 3 reti nelle prime 3 giornate di campionato contro Torino, Perugia e Foggia , ma successivamente subisce un infortunio in amichevole che lo costringe a saltare parecchie partite (saranno 10 le presenze complessive e 4 reti).
La presenze aumentano nella stagione successiva, quando scende in campo in 22 incontri di campionato con 6 reti all'attivo (secondo marcatore dei giallorossi dopo Roberto Pruzzo), mentre nell'annata 1979-1980, pur aggiudicandosi la Coppa Italia e disputando il Campionato europeo Under-21, ricopre essenzialmente il ruolo di riserva (10 presenze e 1 rete).
A partire dal 1980 viene prestato prima all'Avellino, e poi, dopo un'altra stagione a Roma, al Pisa non riuscendo a imporsi come titolare in massima serie. Nel 1983 accetta quindi di scendere di categoria per vestire la maglia del Campobasso in Serie B. Con i rossoblu molisani segna una rete a suo modo storica, quella che permette al Campobasso di battere la Juventus di Platini e Boniek nell'andata degli ottavi di finale della Coppa Italia 1984-1985, nel giorno dell'inaugurazione dello stadio Nuovo Romagnoli.
Fra i cadetti Ugolotti trova la sua dimensione disputando cinque campionati da titolare, due col Campobasso e tre con l'Arezzo, con cui nell'annata 1985-1986 ottiene il suo record personale di realizzazioni in un campionato, con 11 centri. Dopo la retrocessione degli amaranto nella stagione 1987-1988 prosegue la carriera fra Serie C1 e Serie C2.
In carriera ha collezionato 72 presenze e 17 reti in Serie A e 140 presenze e 28 gol in Serie B.

### Allenatore
Cessata l'attività agonistica, ricopre per oltre un decennio il ruolo di allenatore nel settore giovanile della Roma. Nella stagione 2003-2004 esordisce alla guida di una prima squadra col Gela in Serie C2, quindi sale di categoria guidando per due stagioni l'Acireale in Serie C1.
Seguono altre cinque stagioni in terza serie con Sambenedettese, Arezzo, Foggia e Siracusa, per poi essere chiamato a esordire in Serie B nella stagione 2011-2012, sedendo sulla panchina del Grosseto; il 30 ottobre 2011 viene sostituito da Giuseppe Giannini. Il 1º febbraio 2012, a seguito dell'esonero di Fabio Viviani, viene reintegrato alla guida della prima squadra della compagine maremmana; il 14 maggio seguente, a seguito della sconfitta per 2-1 contro il Modena, viene nuovamente esonerato.
Il 15 ottobre dello stesso anno viene chiamato sulla panchina del Benevento da cui viene esonerato il 17 gennaio 2013. Il successivo 16 settembre subentra a Ezio Capuano alla guida della Casertana. Il 28 ottobre 2014 subentra a Giovanni Bucaro sulla panchina del Savoia, ma il 7 gennaio 2015 chiede e ottiene la rescissione consensuale del contratto. Il 24 novembre seguente diventa il nuovo mister del Melfi, in Lega Pro.
Successivamente, il 13 febbraio 2017 viene chiamato sulla panchina del Teramo al posto dell'esonerato Lamberto Zauli, fino al termine della stagione.
Il 14 novembre 2018 viene ingaggiato dal Floriana, club del campionato maltese. Dopo una sola stagione, conclusasi con il raggiungimento dell'ottavo posto in campionato, viene esonerato il 14 maggio 2019.
Il 31 dicembre 2019 Ugolotti viene ingaggiato dai Victoria Hotspurs, club di prima divisione di Gozo, con il quale sigla un contratto fino al termine della stagione.
Nel 2022-2023 è stato direttore tecnico degli Hamrun Spartans a Malta.

## Statistiche

### Presenze e reti nei club
| Stagione          | Squadra           | Campionato        | Campionato | Campionato | Coppe nazionali | Coppe nazionali | Coppe nazionali | Coppe continentali | Coppe continentali | Coppe continentali | Altre coppe | Altre coppe | Altre coppe | Totale | Totale |
| Stagione          | Squadra           | Comp              | Pres       | Reti       | Comp            | Pres            | Reti            | Comp               | Pres               | Reti               | Comp        | Pres        | Reti        | Pres   | Reti   |
| ----------------- | ----------------- | ----------------- | ---------- | ---------- | --------------- | --------------- | --------------- | ------------------ | ------------------ | ------------------ | ----------- | ----------- | ----------- | ------ | ------ |
| 1977-1978         | Roma              | A                 | 10         | 4          | CI              | 0               | 0               | -                  | -                  | -                  | -           | -           | -           | 10     | 4      |
| 1978-1979         | Roma              | A                 | 22         | 6          | CI              | 1               | 0               | Int                | 5                  | 0                  | -           | -           | -           | 28     | 6      |
| 1979-1980         | Roma              | A                 | 10         | 1          | CI              | 4               | 1               | -                  | -                  | -                  | -           | -           | -           | 14     | 2      |
| 1980-1981         | Avellino          | A                 | 13         | 3          | CI              | 2               | 0               | -                  | -                  | -                  | -           | -           | -           | 15     | 3      |
| 1981-1982         | Roma              | A                 | 4          | 0          | CI              | 0               | 0               | CdC                | 0                  | 0                  | -           | -           | -           | 4      | 0      |
| Totale Roma       | Totale Roma       | Totale Roma       | 46         | 11         |                 | 5               | 1               |                    | 5                  | 0                  |             | -           | -           | 56     | 12     |
| 1982-1983         | Pisa              | A                 | 13         | 3          | CI              | 0               | 0               | -                  | -                  | -                  | -           | -           | -           | 13     | 3      |
| 1983-1984         | Campobasso        | B                 | 22         | 3          | CI              | 5               | 0               | -                  | -                  | -                  | -           | -           | -           | 27     | 3      |
| 1984-1985         | Campobasso        | B                 | 28         | 4          | CI              | 6               | 0               | -                  | -                  | -                  | -           | -           | -           | 34     | 4      |
| Totale Campobasso | Totale Campobasso | Totale Campobasso | 50         | 7          |                 | 11              | 0               |                    | -                  | -                  |             | -           | -           | 61     | 7      |
| 1985-1986         | Arezzo            | B                 | 32         | 11         | CI              | 5               | 2               | -                  | -                  | -                  | -           | -           | -           | 37     | 13     |
| 1986-1987         | Arezzo            | B                 | 36         | 8          | CI              | 5               | 0               | -                  | -                  | -                  | -           | -           | -           | 41     | 8      |
| 1987-1988         | Arezzo            | B                 | 22         | 2          | CI              | 0               | 0               | -                  | -                  | -                  | -           | -           | -           | 22     | 2      |
| Totale Arezzo     | Totale Arezzo     | Totale Arezzo     | 90         | 21         |                 | 10              | 2               |                    | -                  | -                  |             | -           | -           | 100    | 23     |
| Totale carriera   | Totale carriera   | Totale carriera   | 212        | 45         |                 | 28              | 3               |                    | 5                  | 0                  |             | -           | -           | 245    | 48     |

### Statistiche da allenatore
Statistiche aggiornate al 26 aprile 2019.
| Stagione              | Squadra               | Campionato            | Campionato | Campionato | Campionato | Campionato | Coppe nazionali | Coppe nazionali | Coppe nazionali | Coppe nazionali | Coppe nazionali | Coppe continentali | Coppe continentali | Coppe continentali | Coppe continentali | Coppe continentali | Altre coppe | Altre coppe | Altre coppe | Altre coppe | Altre coppe | Totale | Totale | Totale | Totale | % Vittorie | Piazzamento                         |
| Stagione              | Squadra               | Comp                  | G          | V          | N          | P          | Comp            | G               | V               | N               | P               | Comp               | G                  | V                  | N                  | P                  | Comp        | G           | V           | N           | P           | G      | V      | N      | P      | %          | Piazzamento                         |
| --------------------- | --------------------- | --------------------- | ---------- | ---------- | ---------- | ---------- | --------------- | --------------- | --------------- | --------------- | --------------- | ------------------ | ------------------ | ------------------ | ------------------ | ------------------ | ----------- | ----------- | ----------- | ----------- | ----------- | ------ | ------ | ------ | ------ | ---------- | ----------------------------------- |
| 2003-2004             | Gela                  | C2                    | 25         | 5          | 14         | 6          | CI-C            | -               | -               | -               | -               | -                  | -                  | -                  | -                  | -                  | -           | -           | -           | -           | -           | 25     | 5      | 14     | 6      | 20,00      | subentrato, 13º                     |
| 2004-2005             | Acireale              | C1                    | 19         | 6          | 9          | 4          | CI+CI-C         | 0+6             | 2               | 2               | 2               | -                  | -                  | -                  | -                  | -                  | -           | -           | -           | -           | -           | 25     | 8      | 11     | 6      | 32,00      | subentrato, 14º                     |
| 2005-2006             | Acireale              | C1                    | 34+2       | 8          | 15+1       | 11+1       | CI+CI-C         | 1+4             | 0+1             | 0               | 1+3             | -                  | -                  | -                  | -                  | -                  | -           | -           | -           | -           | -           | 41     | 9      | 16     | 16     | 21,95      | 14º (retr.)                         |
| Totale Acireale       | Totale Acireale       | Totale Acireale       | 55         | 14         | 25         | 16         |                 | 11              | 3               | 2               | 6               |                    | -                  | -                  | -                  | -                  |             | -           | -           | -           | -           | 66     | 17     | 27     | 22     | 25,76      |                                     |
| 2006-2007             | Sambenedettese        | C1                    | 28         | 13         | 6          | 9          | CI-C            | -               | -               | -               | -               | -                  | -                  | -                  | -                  | -                  | -           | -           | -           | -           | -           | 28     | 13     | 6      | 9      | 46,43      | subentrato, 8º                      |
| 2007-2008             | Sambenedettese        | C1                    | 19         | 4          | 8          | 7          | CI-C            | 4               | 2               | 2               | 0               | -                  | -                  | -                  | -                  | -                  | -           | -           | -           | -           | -           | 23     | 6      | 10     | 7      | 26,09      | esonerato, subentrato, 11º          |
| Totale Sambenedettese | Totale Sambenedettese | Totale Sambenedettese | 47         | 17         | 14         | 16         |                 | 4               | 2               | 2               | 0               |                    | -                  | -                  | -                  | -                  |             | -           | -           | -           | -           | 51     | 19     | 16     | 16     | 37,25      |                                     |
| 2008-2009             | Arezzo                | 1D                    | 5          | 2          | 1          | 2          | CI+CI-LP        | -               | -               | -               | -               | -                  | -                  | -                  | -                  | -                  | -           | -           | -           | -           | -           | 5      | 2      | 1      | 2      | 40,00      | subentrato, esonerato               |
| 2009-2010             | Foggia                | 1D                    | 14+2       | 4+1        | 7          | 3+1        | CI+CI-LP        | -               | -               | -               | -               | -                  | -                  | -                  | -                  | -                  | -           | -           | -           | -           | -           | 16     | 5      | 7      | 4      | 31,25      | subentrato, 15º                     |
| 2010-2011             | Siracusa              | 1D                    | 29         | 12         | 8          | 9          | CI-LP           | -               | -               | -               | -               | -                  | -                  | -                  | -                  | -                  | -           | -           | -           | -           | -           | 29     | 12     | 8      | 9      | 41,38      | subentrato, 9º                      |
| 2011-2012             | Grosseto              | B                     | 27         | 7          | 11         | 9          | CI              | 2               | 1               | 0               | 1               | -                  | -                  | -                  | -                  | -                  | -           | -           | -           | -           | -           | 29     | 8      | 11     | 10     | 27,59      | esonerato, subentrato, esonerato    |
| 2012-2013             | Benevento             | 1D                    | 10         | 2          | 5          | 3          | CI+CI-LP        | 0+3             | 2               | 0               | 1               | -                  | -                  | -                  | -                  | -                  | -           | -           | -           | -           | -           | 13     | 4      | 5      | 4      | 30,77      | subentrato, esonerato               |
| 2013-2014             | Casertana             | 2D                    | 31         | 15         | 11         | 5          | CI-LP           | -               | -               | -               | -               | -                  | -                  | -                  | -                  | -                  | -           | -           | -           | -           | -           | 31     | 15     | 11     | 5      | 48,39      | 2º (prom.)                          |
| 2014-2015             | Savoia                | LP                    | 9          | 1          | 3          | 5          | CI-LP           | -               | -               | -               | -               | -                  | -                  | -                  | -                  | -                  | -           | -           | -           | -           | -           | 9      | 1      | 3      | 5      | 11,11      | subentrato, rescissione consensuale |
| 2015-2016             | Melfi                 | LP                    | 22+2       | 4          | 9+1        | 9+1        | CI+CI-LP        | -               | -               | -               | -               | -                  | -                  | -                  | -                  | -                  | -           | -           | -           | -           | -           | 24     | 4      | 10     | 10     | 16,67      | subentrato, 15º (retr.)             |
| 2016-2017             | Teramo                | LP                    | 14+2       | 5          | 5+2        | 4          | CI+CI-LP        | -               | -               | -               | -               | -                  | -                  | -                  | -                  | -                  | -           | -           | -           | -           | -           | 16     | 5      | 7      | 4      | 31,25      | subentrato, 16º                     |
| 2018-2019             | Floriana              | PL                    | 16         | 5          | 5          | 6          | CM              | 1               | 0               | 0               | 1               | -                  | -                  | -                  | -                  | -                  | -           | -           | -           | -           | -           | 17     | 5      | 5      | 7      | 29,41      | subentrato, 8º                      |
| Totale carriera       | Totale carriera       | Totale carriera       | 310        | 94         | 121        | 95         |                 | 21              | 8               | 4               | 9               |                    | -                  | -                  | -                  | -                  |             | -           | -           | -           | -           | 331    | 102    | 125    | 104    | 30,82      |                                     |

## Palmarès

### Giocatore

#### Club
- Coppa Italia: 1

Roma: 1979-1980